# Europees kampioenschap voetbal vrouwen onder 17 - 2013/Nederland
Nederland is een van de landen die zich moet kwalificeren voor het Europees kampioenschap voetbal vrouwen onder 17 - 2013 in Zwitserland.

## Eerste kwalificatieronde
De loting voor de eerste kwalificatieronde vond plaats op 15 november 2011 in Nyon, Zwitserland. Het Nederlands voetbalelftal werd gekoppeld aan Montenegro , Oekraïne en Kazachstan. De wedstrijden vonden plaats van 20 oktober 2012 tot en met 25 oktober 2012 in Nederland. Nederland plaatste zich als groepswinnaar voor de 2e kwalificatieronde.
| Team       | Pld | W | D | L | GF | GA | GD  | Pts |
| ---------- | --- | - | - | - | -- | -- | --- | --- |
| Nederland  | 3   | 3 | 0 | 0 | 42 | 0  | +42 | 9   |
| Montenegro | 3   | 2 | 0 | 1 | 5  | 16 | −11 | 6   |
| Oekraïne   | 3   | 1 | 0 | 2 | 6  | 17 | −11 | 3   |
| Kazachstan | 3   | 0 | 0 | 3 | 1  | 21 | −20 | 0   |

|                       | |         |            |                                                             |
| 20 oktober 2012 14:30 | Nederland                                                                                                   | 15 – 0  | Montenegro | Sportpark Ezinge, Meppel Scheidsrechter: Evgenia Kaskantiri |
| 20 oktober 2012 14:30 | Miedema 8', 30', 43', 63', 75', 80+1' Admiraal 10', 25', 52' Roord 34', 53', 80' Huisman 42', 55' Strik 78' | Verslag |            | Sportpark Ezinge, Meppel Scheidsrechter: Evgenia Kaskantiri |

|                       |                                                                                |         |            |                                                                     |
| 22 oktober 2012 16:30 | Nederland                                                                      | 11 – 0  | Kazachstan | Sportpark Oostenburg, Oosterwolde Scheidsrechter: Kristina Husballe |
| 22 oktober 2012 16:30 | Admiraal 5' Miedema 18', 22', 27', 38', 43', 46', 74', 80+4' Hendriks 53', 72' | Verslag |            | Sportpark Oostenburg, Oosterwolde Scheidsrechter: Kristina Husballe |

|                       |          |         | |                                                             |
| 25 oktober 2012 15:00 | Oekraïne | 0 - 16  | Nederland | Sportpark Ezinge, Meppel Scheidsrechter: Evgenia Kaskantiri |
| 25 oktober 2012 15:00 |          | Verslag | Roord 9', 30', 32', 51', 54', 69' Miedema 18', 25', 28', 42' Hendriks 40' Andrukhiv 48' (e.d.) Abbing 55', 57' Admiraal 60' Strik 73' | Sportpark Ezinge, Meppel Scheidsrechter: Evgenia Kaskantiri |

## Tweede kwalificatieronde
De loting voor de Tweede kwalificatieronde vond plaats op 15 november 2011 in Nyon, Zwitserland.Nederland werd gekoppeld aan België , Denemarken en Duitsland. De wedstrijden zullen worden gespeeld van 7 maart 2013 tot en met 3 april 2013 in België. De winnaar plaatst zich voor de eindronde.
| Team       | Pts | Pld | W | D | L | GF | GA | GD |
| ---------- | --- | --- | - | - | - | -- | -- | -- |
| België     | 2   | 1   | 1 | 0 | 4 | 1  | +3 | 4  |
| Denemarken | 2   | 1   | 1 | 0 | 3 | 2  | +1 | 4  |
| Duitsland  | 2   | 1   | 0 | 1 | 6 | 3  | +3 | 3  |
| Nederland  | 2   | 0   | 0 | 2 | 1 | 8  | -7 | 0  |

|                    |              |         |                                    |                                                     |
| 7 maart 2013 19:00 | Nederland    | 1 – 5   | Duitsland                          | Mijnstadion, Beringen Scheidsrechter: Sarah Garratt |
| 7 maart 2013 19:00 | Van Gurp 22' | Verslag | Sehan 6', 46', 60' Bremer 69', 78' | Mijnstadion, Beringen Scheidsrechter: Sarah Garratt |

|                    |           |         |                                |                                                         |
| 9 maart 2013 19:00 | Nederland | 0 – 3   | België                         | Mijnstadion, Beringen Scheidsrechter: Marta Frias Acedo |
| 9 maart 2013 19:00 |           | Verslag | Gelders 51', 74' Maximus 80+2' | Mijnstadion, Beringen Scheidsrechter: Marta Frias Acedo |

|              |            |   |           |  |
| 3 april 2013 | Denemarken | – | Nederland |  |
| 3 april 2013 |            |   |           |  |

## Topscoorder
| Naam         | Doelpunten |
| ------------ | ---------- |
| Anna Miedema | 20         |